# Remember December
Singles de Demi Lovato
Here We Go Again Skyscraper
Pistes de Here We Go Again
World of Chances Everything you're Not
Remember December est une chanson et un single écrit et interprété par Demi Lovato. C'est le deuxième single officiel du deuxième album de Demi Lovato intitulé Here We Go Again. Il est apparu pour la première fois sur MTV le 18 janvier 2010 et a été disponible sur Itunes en juillet 2009. Demi Lovato a précisé lors d'une interview que c'était sa chanson préférée de l'album. Cette chanson a été disponible le 15 février en Angleterre. Elle est sortie en mai 2010, en France. Ce morceau n'est pas entré dans le top US Billboard 200 mais est arrivé à la 8e place en Angleterre.

## Charts
| Chart (2010) | Position |
| ------------ | -------- |
| Royaume-Uni  | 80       |